# Суэлло
Суэлло (итал. Suello) — коммуна в Италии, располагается в регионе Ломбардия, на берегу озера Анноне, подчиняется административному центру Лекко.
Население составляет 1554 человека, плотность населения составляет 777 чел./км². Занимает площадь 2 км². Почтовый индекс — 22030. Телефонный код — 031.
Покровителями коммуны почитаются святые Кирик и Иулитта, а также святой Власий Севастийский, празднование 3 февраля.